# La Sota
La Sota es una localidad del municipio cántabro de San Pedro del Romeral, en España. En el año 2024 tenía una población de 53 habitantes. Se encuentra a 850 m s. n. m., junto a la La Peredilla, siendo el pueblo que está a más altitud de los de este municipio. Dista 9,2 kilómetros de la capital municipal.